# Trimithi
Trimithi (in greco Τριμίθι?; in turco Edremit) è un villaggio di Cipro, situato a 6 km a ovest di Kyrenia. È sotto il controllo de facto di Cipro del Nord, dove appartiene al distretto di Girne, mentre de iure appartiene al distretto di Kyrenia della Repubblica di Cipro. Prima del 1974, questo villaggio era abitato esclusivamente da greco-ciprioti.
La sua popolazione nel 2011 era di 1 268 abitanti.

## Geografia fisica
Il villaggio si trova sulle pendici settentrionali della catena montuosa di Kyrenia, immediatamente sotto il villaggio di Karmi.

## Origini del nome
Trimithi significa "cespuglio di terebinto" in greco. Nel 1975 i turco-ciprioti cambiarono il nome in Edremit, che è anche il nome di una città della Turchia occidentale e che ha un suono simile all'originale greco Trimithi. Rita Catsellis riferisce che il villaggio si è sviluppato da un'antica fattoria di proprietà di un giudice musulmano, Hadji Hafız Efendi, alla fine del XIX secolo. Afferma inoltre che molti dei suoi abitanti erano i discendenti dei braccianti che il giudice portò dal distretto di Paphos.

## Società

### Evoluzione demografica
Il villaggio è stato quasi sempre abitato esclusivamente da greco-ciprioti. Alla fine del XIX secolo a Trimithi vivevano solo sei musulmani (turco-ciprioti), e la popolazione è cresciuta costantemente da 120 abitanti nel 1891 a 301 nel 1960.
La maggior parte degli abitanti del villaggio è stata sfollata nel 1974, quando a luglio fuggirono dall'esercito turco in avanzata verso la parte meridionale dell'isola. Attualmente, come il resto dei rifugiati greco-ciprioti, i greco-ciprioti di Trimithi sono sparsi in tutto il sud dell'isola. Il numero dei greco-ciprioti sfollati nel 1974 era di circa 330 (301 nel censimento del 1960).
Oggi il villaggio è abitato principalmente da sfollati turco-ciprioti provenienti da diverse parti di Cipro (soprattutto dai distretti di Paphos e Limassol). Nel villaggio vivono anche alcuni cittadini turchi e di altri paesi. Dalla fine degli anni ottanta, molti cittadini europei e ricchi turco-ciprioti provenienti da altre zone del nord dell'isola hanno acquistato proprietà, costruito case e si sono stabiliti a Trimithi. Secondo il censimento turco-cipriota del 2006, la popolazione del villaggio era di 651 abitanti.